# 木皮成
木皮 成（きがわ せい、1990年6月16日 - ）は、日本のダンサー、振付師、演出家、お笑い芸人。ダンサーとして出演する際には"SEI"と表記することもある。

## 来歴
多摩美術大学映像演劇学科卒業。俳優を経てダンサーに転身。
主に小劇場界の振付家として活動する。
歌人である枡野浩一とお笑いコンビ「ゾロメガネン」を結成したこともある。
たびたび俳優から振付家に転身した理由を聞かれると「滑舌が悪かったから」と答えている。
2015年より、カンボジアでの活動も開始。同年、8月カンボジア最大のショッピングモールイオンモールプノンペンでのフラッシュモブの演出を手がけ、成功を収める。

## 主な振付団体
- 月影番外地
- こゆび侍
- 木ノ下歌舞伎
- 劇団 ドリームクラブ
- FUKAIPRODUCE羽衣
- うさぎストライプ
- 38mmなぐりーず
- 劇団エリザベス
- 声を出すと気持ちいいの会
- 文学座

## 振付
- CM ソニー損保「ミュージカル編」(2014年)
- MV DJみそしるとMCごはん「The Gang Eat More」(2016年)
- CM たらみゼリー「とろける味わい」(2017年)
- MV AFRO PARKER「After Five Rapper -SHACHIKU REQUIEM-」(2017年)
- MV TOKYO HEALTH CLUB「supermarket」(2017年)
- CM ワタベウェデイング「マシェリシュシュ」(2017年)

## 出演
- PV miwa「ミラクル」(2013年)
- 映画「幕が上がる」(2015年)
- PV 打首獄門同好会「日本の米は世界一」(2015年)
- CM Right-on「T-Shirts Tune 2017」